# Richard Depoorter
Richard Depoorter (né le 29 avril 1915 à Ichtegem et mort le 16 juin 1948 à Wassen) est un coureur cycliste belge. Il a notamment remporté Liège-Bastogne-Liège en 1943 et 1947. Il meurt percuté par la voiture qui le suivait, dans un tunnel non éclairé, lors du Tour de Suisse 1948,.

## Palmarès
- 1939
  - 3e du Circuit du Houtland-Torhout
- 1942
  - 3e du Grand Prix Briek Schotte
- 1943
  - Liège-Bastogne-Liège[4]
  - Omnium de la Route :
    - Classement général
    - 2e et 3e (contre-la-montre) étapes

  - 2e du Grand Prix de l'Escaut
  - 2e du Grand Prix de Wallonie
  - 3e du Circuit de Belgique
- 1946
  - Circuit de Flandre centrale
  - Omnium de la Route :
    - Classement général
    - 1rea et 1reb étapes (contre-la-montre)

  - 2e du Circuit du Houtland
- 1947
  - Liège-Bastogne-Liège[4]
  - GP Franco-Belge
  - 2e étape de l'Omnium de la Route
- 1948
  - 3e du Tour de Luxembourg